# برنی کیسی
برنی کیسی (انگلیسی: Bernie Casey؛ زادهٔ ۸ ژوئن ۱۹۳۹) بازیگر اهل ایالات متحده آمریکا است.
از فیلم‌ها یا برنامه‌های تلویزیونی که وی در آن نقش داشته است، می‌توان به باکس‌کار برتا، تامکتس و باشگاه گورستان اشاره کرد.